# Анали (албум)
Анали су четврти по реду студијски албум Бранимира Штулића, издат у форми дуплог CD-а у издању куће Комуна (Београд), 1995. године.

## Списак песама

### Диск 1
1. Не глуми
2. Јано мори
3. You can find me there
4. Голубице бијела
5. Voice
6. Лијепа Јања
7. Uncertain times
8. Ајде Јано
9. Mystery
10. У Стамболу
11. Dark street of pretty thieves
12. Maruskha's dread
13. Зацијело сам вол
14. Језа
15. Push on through
16. Вође
17. Хајдук Вељко
18. Дјевојка с обале мора
19. Јуриш лаке коњице
20. Отприје знадеш за пољупце моје
21. Anchors & chains
22. Луди луди
23. Abydos
24. Moderato cantabile
25. А ја немам дара
26. Забављач

### Диск 2
1. Last man in europe
2. Better days
3. Modern day blues
4. No tomorrow like today
5. Зумбул цвеће
6. Коњух планином
7. Љубав
8. Рјабинушка
9. Makers of fortune
10. Кап весеља
11. Биљана платно белеше
12. 90 years / Bide my time
13. Си заљубив в едно моме
14. Cruel sea
15. Хераклит је то и Кавафи уз то
16. An idle day & gossip
17. Мој Дилбере
18. Earthquake blues
19. Калеш бре Анђо
20. Dawning in gold
21. Имам једну жељу
22. Blonde - brunette
23. Дан
24. What's life

## Музичари
Џони Штулић - глас и гитаре

## Остали учесници
- Продуцент: Богумил Блејавац
- Пост продукција и мастеринг: Ђорђе Петровић
- Дизајн омота: Ивана М. (агенција Spectra)
- Уредник издања: Петар Поповић
- Фотографија: Ненад Марјановић